# Be with You (canção de Enrique Iglesias)
"Be with You" é uma canção do cantor Enrique Iglesias, gravada para o seu álbum homónimo. A música recebeu uma nomeação para Best Dance Recording dos Grammy Awards.